# گاه‌شماری سنتی برمه‌ای
گاه‌شماری باستانی برمه‌ای، گاه‌شماری ساخته شده بر پایه گاه‌شماری ماه‌وخورشیدی است. محاسبه زمان‌ها در این گاه‌شماری، هم بر اساس چرخش ماه است و هم حرکت خورشید. در هر ماه گاه‌شماری برمه‌ای، یک جشن بزرگ که ریشه در سنت‌های بودایی دارد، برگزار می‌شود. این گاه‌شماری از نظر سنتی و مذهبی دارای جایگاه ویژه‌ای است اما کم‌کم در حال جایگزینی با گاه‌شماری گریگوریست بطوریکه در جوامع شهری با اقبال کمتری نسبت به گاه‌شماری گریگوری روبروست. برخی از روزنامه‌های برمه، هنوز از نام ماه‌های این گاه‌شماری استفاده می‌کنند ولی جشن‌های این ماه‌ها در حال فراموشی است.

## ساختار گاه‌شماری
در سال‌های عادی، این گاه‌شماری دارای ۱۲ ماه است و جمعاً ۳۵۴ روز است؛ ولی در سال‌های کبیسه، ماه واسو به دو ماه واسوی اول و واسوی دوم که هر کدام دارای ۳۰ روز است تبدیل می‌شود. در سال‌های کبیسه، این گاه‌شماری دارای ۱۳ ماه و ۳۸۵ روز است.
| سال عادی    | سال عادی | سال کبیسه | سال کبیسه |
| ----------- | -------- | --------- | --------- |
| تاگو        | ۲۹ روز   |           | ۲۹ روز    |
| کاسون       | ۳۰ روز   |           | ۳۰ روز    |
| نایون       | ۲۹ روز   |           | ۳۰ روز    |
| واسو        | ۳۰ روز   | واسوی اول | ۳۰ روز    |
|             |          | واسوی دوم | ۳۰ روز    |
| واگائونگ    | ۲۹ روز   |           | ۲۹ روز    |
| تاوثالین    | ۳۰ روز   |           | ۳۰ روز    |
| تادیمگ‌یوت   | ۲۹ روز   |           | ۲۹ روز    |
| تازائونگ‌مون | ۳۰ روز   |           | ۳۰ روز    |
| ناتداو      | ۲۹ روز   |           | ۲۹ روز    |
| پاثو        | ۳۰ روز   |           | ۳۰ روز    |
| تابود       | ۲۹ روز   |           | ۲۹ روز    |
| تابائونگ    | ۳۰ روز   |           | ۳۰ روز    |
| ۱۲ ماه      | ۳۵۴ روز  | ۱۳ ماه    | ۳۸۵ روز   |